# Liste der Kulturdenkmäler in Windsberg
In der Liste der Kulturdenkmäler in Windsberg sind alle Kulturdenkmäler im Stadtteil Windsberg  der rheinland-pfälzischen Stadt Pirmasens aufgeführt. Grundlage ist die Denkmalliste des Landes Rheinland-Pfalz (Stand: 6. März 2023).

## Einzeldenkmäler
| Bezeichnung    | Lage                                  | Baujahr | Beschreibung                                              | Bild                           |
| -------------- | ------------------------------------- | ------- | --------------------------------------------------------- | ------------------------------ |
| Kriegerdenkmal | Hochwaldstraße, gegenüber Nr. 1b Lage |         | Kriegerdenkmal des Ersten Weltkriegs, Sandsteinpfeiler    | weitere Bilder Fotos hochladen |
| Glockenturm    | Hochwaldstraße, bei Nr. 58 Lage       | 1851    | Rotsandsteinquader, rundbogige Öffnungen, bezeichnet 1851 | Fotos hochladen                |